# Frank Hovde
Frank Hovde (Folling, 29 juni 1959) is een Noors schaker, die leerde schaken toen hij ongeveer vijftien jaar oud was en in 1975 begon met schaken per brief. 
In 1989 won Hovde het Europees kampioenschap correspondentieschaak en hij werd in 1990 internationaal meester. In 1994 werd hij grootmeester correspondentieschaken. In de tachtiger jaren deed hij een poging het wereldkampioenschap correspondentieschaak op zijn naam te zetten.